# Friend of a Friend (chanson)
Cet article concerne la chanson des Foo Fighters. Pour le vocabulaire RDF, voir Friend of a friend (informatique). Pour la chanson du groupe Yes, voir Drama (album).
Pistes de In Your Honor
Another Round
(4) Over and Out
(6)
Friend of a Friend est une chanson de Foo Fighters composée par Dave Grohl alors qu’il était batteur dans le groupe Nirvana. C’est une chanson rendant hommage à Krist Novoselic, mais aussi surtout à Kurt Cobain, ses deux partenaires de Nirvana. Dans le live Skin and Bones (2006), Dave Grohl explique les circonstances de l’écriture de cette chanson[Lesquelles ?].